# شيريل بيكرينج مور
شيريل بيكرينغ مور (بالإنجليزية: Cheryl Pickering-Moore)‏ (من مواليد 1950) واحدة من أول امرأتين تعمل في مجال الطيران لقوة الدفاع في غيانا.
في عام 2013 ، تم الاعتراف بها كطيارة رائدة في بلدها غيانا.

## حياتها المُبكرة
ولدت شيريل بيكرينغ في 14 ديسمبر 1950 في جورج تاون، غيانا إلى بيرل وليارد بيكرينغ وكان لها ثمانية من الاخوة. كانت العائلة تعيش في حي كيتي في جورج تاون. ذهبت شيريل إلى مدرسة كومينيوس مورافيا الابتدائية. ثم واصلت تعليمها في مدرسة القديس يوسف الثانوية.

## عملها
في عام 1968 ، بعد تخرجها من المدرسة الثانوية ، أصبحت بيكرينج مدرسة في مدرسة مالجري توت الحكومية في ديميرارا. في العام التالي ، انتقلت مع وزارة التعليم للعمل في سكرتارية كلية الحقوق في جامعة غيانا. وفي عام 1973 ، انضمت بيكرينغ إلى قوات الدفاع في غيانا كمساعدة شخصية لضابط القيادة أوليرك بليجرم. وفي العام التالي ، أصبحت ملازمة ثانية وواحدة من عدد قليل من الضابطات في سلاح الجيش النسائي. في عام 1975 ، عملت كواحدة من الحراس في مطار تايمري الدولي لرئيسة الوزراء سيريمافو باندرانايكا من سريلانكا.
بدأت بيكرينغ في حضور دروس في العمل الاجتماعي في جامعة غيانا حيث سمعت أن المنح الدراسية الحكومية التي تُقدَّم بالتعاون مع السنة الدولية للمرأة متاحة للنساء لحضور مدرسة التدريب على الطيران. تقدمت بطلب وتم اختيارها مع بيفيرلي دريك وعشرات الرجال. حضرت شيريل جامعة امبري ريدل للطيران في دايتونا بيتش. فلوريدا. تعلمت المنهجية الديناميكا الهوائية وأداء وأنظمة الطائرات وتخطيط الطيران والصيانة والأرصاد الجوية والملاحة بالإضافة إلى قواعد الطيران الآلي (IFR) وقواعد الطيران المرئي (VFR). أكملت تدريبها وحصلت على رخصة الطيران الخاصة بها، على الرغم من عودتها إلى غيانا كان عليها إكمال التدريب لتحويل رخصة عملها إلى رخصة محلية.
عندما انتهت من تدريبها ، تم التعاقد معها كواحدة من أول طيارتين من قوّة الدفاع في غيانا. كانت تطير إلى بريتن نورمان ايلاندر في عام 1977. وفي نفس العام ، تزوجت ستانلي مور وانتقل الزوجان الشابان إلى حي كامبلفيل في جورج تاون. في سلاح الجو ، تمت ترقية بيكرينج-مور لتكون بمثابة المسؤولة التنفيذية. طارت شيريل بطائرات أفرو وبومباردييه داش 8 وبريتن نورمان ايلاندر ودي هافيلاند كندا دي إتش سي 6 توين أوتر لنقل الجنود والإمدادات.
في عام 1980 ، تم نقل بيكرينغ مور إلى شركة طيران غيانا المملوكة للحكومة، حيث عملت كطيارة تجارية. في البداية كانت رحلاتها إلى الوجهات المحلية ، ولكنها طارت بشكل دوري إلى بربادوس أو ترينيداد. في عام 1989 ، غادرت الخطوط الجوية في غيانا وبدأت العمل في الطيران مع شركة ليوارد آيلاند للنقل الجوي (LIAT) في أنتيغوا. حصلت على ترخيص لطائرات أكبر حجماً ، مثل هوكر سايدلي إتش أس 748، وعلى الرغم من كونها مقرًا مشتركًا في أنتيغوا وباربادوس ، فقد طارت بشكل روتيني في جميع أنحاء شرق الكاريبي ، وكذلك إلى جمهورية الدومينيكان وبورتوريكو وفنزويلا.
كان لبيكرينغ مور اهتمامات أخرى غير الطيران حيث حصلت على شهادة في إدارة الأعمال من جامعة إنتركونتيننتال الأمريكية. تقاعدت من الطيران في عام 2013 وبدأت العمل كمتطوعة مع وزارتي النساء والأطفال في بربادوس. في عام 2007 ، كانت واحدة من تلك التي كُرمت في احتفالات اليوم العالمي للمرأة للذكرى الخامسة للفرقة النسائية في الجيش. في عام 2013 ، تم تكريم بيكرينغ مور ورائد الطيارين الآخرين في غيانا بظهورهم في طوابع بريدية.

### اقتباسات
1. 1 2 3 4  Grainger 2013.
2. 1 2  Guyana Folk and Culture 2013، صفحة 19.
3. ↑  iNews Guyana 2013.
4. 1 2  Davidson 2007.
5. ↑  The Guyana Times 2013.

### فهرس
- Davidson، Wendella (8 مارس 2007). "Saluting 40 years of service by the Women's Army Corps (WAC) of the Guyana Defence Force". Land of Six Peoples. Georgetown, Guyana: Guyana Chronicle. مؤرشف من الأصل في 21 يناير 2011. اطلع عليه بتاريخ 28 ديسمبر 2016.
- Grainger، Sharmain (31 مارس 2013). "Paving the way for women pilots, Cheryl Moore is a 'Special Person'". Georgetown, Guyana: Kaieteur News. مؤرشف من الأصل في 4 مارس 2016. اطلع عليه بتاريخ 27 ديسمبر 2016.
- "Cheryl Pickering-Moore" (PDF). Guyana Folk and Culture. Brooklyn, New York: Guyana Cultural Association of New York. ج. 3 ع. 3: 19. 30 أبريل 2013. مؤرشف من الأصل (PDF) في 5 يونيو 2013. اطلع عليه بتاريخ 27 ديسمبر 2016.
- "Eight women honoured for contributions to local aviation sector; calls echoed for re-engineering of Guyana Airways". Georgetown, Guyana: iNews Guyana. 10 أكتوبر 2013. مؤرشف من الأصل في 10 أكتوبر 2013. اطلع عليه بتاريخ 27 ديسمبر 2016.
- "First female pilots honoured on revenue stamps". The Guyana Times. Georgetown, Guyana. 8 نوفمبر 2013. مؤرشف من الأصل في 28 ديسمبر 2016. اطلع عليه بتاريخ 28 ديسمبر 2016.